# 潞県 (山西省)
潞県（ろ-けん）は中華人民共和国山西省にかつて存在した県。現在の長治市黎城県黎侯鎮の古県村に相当する。
前漢により設置され、南北朝時代、北魏により廃止された。